# Focke-Wulf Fw 43
O Focke-Wulf Fw 43 Falke (em português: "Falcão") - com denominação de fábrica A 43 - foi um aeronave utilitária desenvolvida pela Focke-Wulf na Alemanha em 1932. Foi o último projecto da companhia sob a direcção técnica de Henrich Focke. Era um avião monoplano monomotor, com um cockpit completamente fechado. Apenas um exemplar foi construído.